# Penrose-Diagramm

Abb. 1: Penrose-Diagramm als konforme Abbildung der (asymptotisch) flachen Minkowski-Raumzeit (siehe Abb. 2). Beide Diagramme repräsentieren die identischen kausalen Zusammenhänge zwischen Ereignissen, wobei in beiden Diagrammen die Weltlinien der Lichtstrahlen mit geneigte Geraden sind. Die bernsteinfarbene Kurve zeigt eine zeitartige Weltlinie, die im Penrose-Diagramm, wie im Minkowski-Diagramm, immer innerhalb der lilafarbenen Vorwärtslichtkegel verläuft.

In der theoretischen Physik ist ein Penrose-Diagramm (benannt nach dem Mathematiker und Physiker Roger Penrose) ein zweidimensionales Diagramm, das den kausalen Zusammenhang von verschiedenen Punkten in einer Raumzeit (Ereignissen) darstellt (siehe Abb. 1). Es ist eine Erweiterung des Minkowski-Diagramms, bei dem horizontal der Raum und vertikal die Zeit eingetragen sind und ein Lichtkegel den kausalen Zusammenhang zwischen unterschiedlichen Ereignissen der Raumzeit zeigt. Die im Penrose-Diagramm darzustellende Metrik wird mittels einer konformen Transformation kompaktifiziert, sodass eine unendliche Zeit- und eine unendliche Raumkoordinate als ein zweidimensionaler endlicher Unterraum dargestellt werden. Mit diesem Diagramm kann die globale Struktur der Lösungen der allgemeinen Relativitätstheorie (wie schwarze Löcher und andere Singularitäten, Ereignishorizonte, asymptotische Flachheit) graphisch dargestellt werden.

## Eigenschaften
Penrose-Diagramme oder richtiger Carter-Penrose-Diagramme beziehungsweise Penrose-Carter-Diagramme, da sie unabhängig von Roger Penrose auch zur selben Zeit vom Physiker Brandon Carter entwickelt wurden, erweitern die Idee der Minkowski-Diagramme für beliebige Raumzeit-Metriken. Dabei wird ein zweidimensionaler physikalischer Unterraum {\displaystyle \textstyle {\widetilde {\mathcal {M}}}} mit einer Zeit- und einer Raumkoordinate {\displaystyle x^{0},\,x^{1}} und dem Linienelement {\displaystyle \mathrm {d} {\widetilde {s}}} mittels konformer Transformation {\displaystyle \Omega } so in einen „unphysikalischen“ Unterraum {\displaystyle \textstyle {\mathcal {M}}} mit {\displaystyle \mathrm {d} s=\Omega \,\mathrm {d} {\widetilde {s}}} abgebildet, dass die ursprünglichen endlichen oder unendlichen Intervalle der Koordinaten auf endliche Intervalle neuer Koordinaten abgebildet werden, wobei die Darstellung der Nullgeodäten (Lichtstrahlen) als mit {\displaystyle \pm 45^{\circ }} geneigten Geraden erhalten bleibt. Wie im Minkowski-Diagramm verlaufen im Penrose-Diagramm zeitartige Weltlinien innerhalb der Vorwärtslichtkegel (die Tangenten der Weltlinien schließen mit der senkrechten Achse einen Winkel kleiner als {\displaystyle \pm 45^{\circ }} ein). Die Abbildung endlicher oder unendlicher Intervalle auf endliche Intervalle wird Kompaktifizierung genannt und erlaubt die Analyse der kausalen Zusammenhänge einer Metrik auch im Grenzfall {\displaystyle \lim _{x^{0},\,x^{1}\rightarrow \pm \infty }g(x^{0},x^{1})}.

## Konstruktion und Beschreibung

Abb. 2: Minkowski-Diagramm als Basis für die Konstruktion des entsprechenden Penrose-Diagramms (siehe Abb. 1).

Die Konstruktion des Penrose-Diagramms hat das folgende Schema (erklärt am Beispiel des Minkowski-Raumes mit kartesischen Koordinaten, siehe Abb. 2):
1. Es werden die Zeit- und die Raumkoordinate ausgewählt, die im Folgenden transformiert werden:
{\displaystyle -\infty <t<\infty ,\quad -\infty <x<\infty .}
Mit {\displaystyle \mathrm {d} y=\mathrm {d} z=0} ist das Linienelement
{\displaystyle \mathrm {d} {\widetilde {s}}^{2}=-\mathrm {d} t^{2}+\mathrm {d} x^{2}.}
2. Diese Koordinaten werden in Nullkoordinaten transformiert. Nullkoordinaten haben Tangentenvektoren ihrer Koordinatenlinien mit der Länge null.
Sind {\displaystyle x^{0},\,x^{1}} die ursprünglichen Koordinaten und {\displaystyle \xi ^{0},\,\xi ^{1}} die Nullkoordinaten, so gilt mit
{\displaystyle x^{0}=x^{0}(\xi ^{0},\xi ^{1}),\quad x^{1}=x^{1}(\xi ^{0},\xi ^{1}),}
dass
{\displaystyle g_{ij}{\frac {\partial x^{i}}{\partial \xi ^{m}}}{\frac {\partial x^{j}}{\partial \xi ^{m}}}=0\quad \left(i,j,m=0,1\right).}
Es werden zum Beispiel
{\displaystyle u=t-x,\quad v=t+x}
mit
{\displaystyle -\infty <u<\infty ,\quad -\infty <v<\infty }
als Nullkoordinaten gewählt und es ergibt sich damit das neue Linienelement
{\displaystyle \mathrm {d} {\widetilde {s}}^{2}=-\mathrm {d} u\,\mathrm {d} v.}
3. Die neuen Nullkoordinaten werden kompaktifiziert, indem ihre unbeschränkten Intervalle mit einer weiteren Koordinatentransformation auf beschränkte Intervalle abgebildet werden:
{\displaystyle p=\arctan v,\quad q=\arctan u}
mit
{\displaystyle -{\frac {\pi }{2}}<p<{\frac {\pi }{2}},\quad -{\frac {\pi }{2}}<q<{\frac {\pi }{2}}}
und
{\displaystyle \mathrm {d} {\widetilde {s}}^{2}=-{\frac {\mathrm {d} p\,\mathrm {d} q}{\cos ^{2}p\,\cos ^{2}q}}.}
4. Die kompaktifizierten Nullkoordinaten werden auf „unphysikalische“ Zeit- und Raumkoordinaten rücktransformiert (Umkehrung von Schritt 2):
{\displaystyle T=p+q,\quad X=p-q}
mit
{\displaystyle -\pi <T+X<\pi ,\quad -\pi <T-X<\pi ,}

{\displaystyle \mathrm {d} {\widetilde {s}}^{2}=-{\frac {1}{\cos ^{2}\left({\frac {T+X}{2}}\right)\,\cos ^{2}\left({\frac {T-X}{2}}\right)}}\left(\mathrm {d} T^{2}-\mathrm {d} X^{2}\right)}
und
{\displaystyle \mathrm {d} {s}^{2}=-\left(\mathrm {d} T^{2}-\mathrm {d} X^{2}\right)=\left(\cos ^{2}\left({\frac {T+X}{2}}\right)\,\cos ^{2}\left({\frac {T-X}{2}}\right)\right)\mathrm {d} {\widetilde {s}}^{2}=\Omega (T,X)\,\mathrm {d} {\widetilde {s}}^{2}.}
Im Inneren von {\displaystyle {\mathcal {M}}} gilt {\displaystyle \Omega >0} und am Rand von {\displaystyle {\mathcal {M}}} ist {\displaystyle \Omega =0} {\displaystyle \left({\text{d. h., }}T+X=\pm \pi {\text{ und }}T-X=\pm \pi \right)}.

Die Bedeutung von {\displaystyle \textstyle {i}^{-},\,{i}^{+},\,{i}^{0},\,{\mathcal {I}}^{-}} und {\displaystyle \textstyle {\mathcal {I}}^{+}} in Abb. 1 erschließt sich aus der Betrachtung der konformen Abbildung der Geraden aus Abb. 2 im Penrose-Diagramm Abb. 1. Zeitartige Weltlinien (in den Abb. 1 und 2 die blassgrünen Koordinatenlinien mit {\displaystyle \textstyle x=\mathrm {const.} } und der bernsteinfarbenen Weltlinie eines gleichförmig bewegten Beobachters) beginnen in {\displaystyle i^{-}}. Die Raumkoordinate ist dort endlich und die Zeitkoordinate geht gegen minus unendlich. Daher wird {\displaystyle i^{-}} vergangene zeitartige Unendlichkeit genannt. Die zeitartigen Weltlinien enden im Punkt {\displaystyle i^{+}}. Dort ist die Raumkoordinate endlich und die Zeitkoordinate geht gegen plus unendlich. Dieser Punkt wird zukünftige zeitartige Unendlichkeit genannt. Alle zeitartigen Weltlinien verlaufen innerhalb der blassvioletten Lichtkegel. Raumartige Weltlinien (in den Abb. 1 und 2 die blassblauen Koordinatenlinien mit {\displaystyle \textstyle t=\mathrm {const.} }) beginnen und enden im Punkt {\displaystyle i^{0}}. Dort ist die Zeitkoordinate endlich und die Raumkoordinate geht gegen unendlich. Dieser Punkt wird raumartige Unendlichkeit genannt. Lichtartige Weltlinien, sogenannte Nullgeodäten (die Bahnen von Lichtstrahlen beziehungsweise Photonen, in den Abb. 1 und 2 die schwarzen mit {\displaystyle \pm 45^{\circ }} geneigten Geraden) beginnen an den Kanten {\displaystyle \textstyle {\mathcal {I}}^{-}} und enden an den Kanten {\displaystyle \textstyle {\mathcal {I}}^{+}}. Daher werden {\displaystyle \textstyle {\mathcal {I}}^{-}} vergangene Nullunendlichkeit und {\displaystyle \textstyle {\mathcal {I}}^{+}} zukünftige Nullunendlichkeit genannt.

## Anwendungsbeispiel Schwarzschild-Metrik

Abb. 3: Penrose-Diagramm eines statischen Schwarzen Loches. Grundlage ist die Schwarzschild-Metrik mit Kruskal-Szekeres-Koordinaten als maximale analytische Erweiterung der Schwarzschildlösung.

Der Vorteil des Penrose-Diagramms zeigt sich bei der Analyse der kausalen Zusammenhänge für die Schwarzschild-Metrik. Abb. 3 zeigt das Penrose-Diagramm der maximalen analytischen Erweiterung der Schwarzschildlösung mit Kruskal-Szekeres-Koordinaten. Sektion I ist der Bereich außerhalb des Ereignishorizonts, Sektion II der Bereich innerhalb des Ereignishorizonts. Die horizontale blaue Linie oben mit {\displaystyle \textstyle r=0} ist die Singularität im Zentrum des Schwarzen Loches.
Als Beispiel beschreibt die bernsteinfarbene Weltlinie in Sektion I ein Raumschiff, welches das Schwarze Loch auf einem Orbit mit konstantem Radius umkreist {\displaystyle \left(r=1{,}05\right)}. Kurz hintereinander werden zwei Sonden abgesetzt, die auf das Schwarze Loch zusteuern (die beiden bernsteinfarbenen Linien, die nach links verzweigen). Die beiden Sonden senden abwechselnd Funksignale, um in Kontakt zu bleiben (die rot gestrichelten Linien), was auch nach dem Überschreiten des Ereignishorizonts {\displaystyle \textstyle {\mathcal {H}}^{+}} möglich ist. Allerdings erreichen Signale der Sonden nach deren Überschreiten des Ereignishorizonts das Raumschiff nicht. Das Raumschiff kann jedoch nach wie vor Signale zu den Sonden senden. Alle Weltlinien mit Ereignissen in Sektion II innerhalb des Ereignishorizonts enden in der Singularität.